# Johann Gottlieb Dahme
Johann Gottlieb Dahme (geb. vor 1760; gest. nach 1788) war ein kursächsischer Postkommissar, Amtmann des Amtes Torgau und bürgerlicher Rittergutsbesitzer.

## Leben
Dahme stammte aus der sächsischen Kurstadt Wittenberg. Über seine Herkunft ist kaum etwas bekannt, wie auch seine Lebensdaten bislang noch fehlen. Er schlug eine Verwaltungslaufbahn im Dienst des Kurfürsten von Sachsen ein, der damals gleichzeitig auch König von Polen war, und wurde in der Amtsstadt Torgau Postkommissar. Als solcher war er für die Abwicklung des gesamten Postverkehrs in Torgau und Umgebung zuständig und ihm unterstand die in der Stadt befindliche Poststation, an der regelmäßig Postkutschen hielten, deren Pferde ausgewechselt werden mussten. Wie in fast allen kursächsischen Städten üblich, verfügte Torgau damals auch über kursächsische Postmeilensäulen, die ebenfalls der Aufsicht von Dahme unterstanden.
Johann Gottlieb Dahme kaufte 1760 von Johanna Eleonorea von Kloppmann für 6500 Taler deren Erblehngut Langenreichenbach im kursächsischen Amt Torgau und wurde 1762 vom Kurfürsten Friedrich August II. von Sachsen damit belehnt. Als Postkommissar in Torgau verkaufte er 1765 dieses Gut weiter an Gottlob Friedrich Sachse. Durch dessen kinderlosen Tod 1773 fiel dieses Gut wieder an Johann Gottlieb Dahme als nächstem Mitbelehnten. Er musste das Gut jedoch der Witwe des Verstorbenen im Dezember 1774 käuflich überlassen. Zu diesem Zeitpunkt war Dahme bereits kursächsischer Amtmann in Torgau. Diese Funktion hatte er 1767 von dem nach Dobrilugk versetzten Johann Carl Heun übernommen. Im Amt Torgau wird er noch 1788 als Amtsinspector und Rentbeamter genannt.
Am 13. Oktober 1763 kaufte Johann Gottlieb Dahme noch ein weiteres Lehngut und zwar in Vogelgesang bei Dommitzsch. Dieses Erbgut erwarb er vom Rittmeister Hans Georg aus dem Winckel. Als er bereits Amtmann in Torgau war, stieß Dahme dieses Gut wieder ab und verkaufte es 1769 in Dresden an Tobias Kannegießer, der fortan mit seiner Familie auf dem Gut Vogelgesang lebte und dort 1796 starb.

## Familie
Seine 1766 in Torgau geborene Tochter Albertina Carolina Dahme heiratete den Advokaten Gotthold Augustin Carl Bürger in Torgau.